# Городок (зупинний пункт, Південна залізниця)
Городо́к — залізничний зупинний пункт Полтавської дирекції Південної залізниці.
Розташований неподалік від села Вишнівське Бахмацького району Чернігівської області на лінії Григорівка — Качанівка між станціями Григорівка (4 км) та Качанівка (15 км).
Станом на лютий 2020 року пасажирське сполучення по Городку відсутнє.